# Thurtallinie
| Eschikofer Brücke über die Thur |                      |                                                |                                                |
| Streckennummer (BAV): | 840                  |                                                |                                                |
| Fahrplanfeld: | 840                  |                                                |                                                |
| Streckenlänge: | 53,1 km              |                                                |                                                |
| Spurweite: | 1435 mm (Normalspur) |                                                |                                                |
| Stromsystem: | 15 kV 16,7 Hz ~      |                                                |                                                |
| Maximale Neigung: | 14 ‰                 |                                                |                                                |
| Streckengeschwindigkeit: | 125 km/h             |                                                |                                                |
| Zweigleisigkeit: | durchgehend          |                                                |                                                |
| |                      |                                                |                                                |
| \| \| \| SBB von Zürich S 24 und von Bülach \| \| \| \| 26,05 \| Winterthur Endpunkt S 30 \| 438,8 m ü. M. \| \| \| \| nach Schaffhausen \| \| \| \| \| SBB nach Rüti und nach St. Gallen \| \| \| \| 29,66 \| Oberwinterthur \| 456,8 m ü. M. \| \| \| \| SBB nach Etzwilen \| \| \| \| 31,96 \| Wiesendangen \| 470 m ü. M. \| \| \| \| A1 \| \| \| \| 33,54 \| Rickenbach-Attikon \| 471,7 m ü. M. \| \| \| \| A7 \| \| \| \| \| Kantonsgrenze Zürich / Thurgau \| \| \| \| 38,05 \| Islikon \| 422,7 m ü. M. \| \| \| ≈38,20 \| \| \| \| \| \| Zuckerfabrik Frauenfeld \| \| \| \| ≈41,50 \| \| \| \| \| \| Murg \| \| \| \| \| FW nach Wil SG \| \| \| \| 42,05 \| Frauenfeld \| 404,6 m ü. M. \| \| \| \| Industrie \| \| \| \| 46,20 \| Felben-Wellhausen \| 398,8 m ü. M. \| \| \| 48,67 \| Hüttlingen-Mettendorf \| 403,7 m ü. M. \| \| \| \| Thur (174 m) \| \| \| \| 52,12 \| Müllheim-Wigoltingen \| 411,5 m ü. M. \| \| \| 55,69 \| Märstetten \| 418,3 m ü. M. \| \| \| \| Thurbo von Wil S 10 \| \| \| \| 59,49 \| Weinfelden \| 429,3 m ü. M. \| \| \| \| Endpunkt S 5 S 7 S 24 S 30 \| \| \| \| \| Thurbo nach Kreuzlingen \| \| \| \| 63,28 \| Bürglen \| 439,7 m ü. M. \| \| \| 66,11 \| Sulgen \| 449,2 m ü. M. \| \| \| \| SBB nach Bischofszell – St. Gallen S 5 \| \| \| \| 69,70 \| Erlen \| 448,7 m ü. M. \| \| \| 72,91 \| Oberaach \| 444,3 m ü. M. \| \| \| 75,57 \| Amriswil \| 437,2 m ü. M. \| \| \| \| nach Schaffhausen \| \| \| \| 82,15 \| Romanshorn \| 398,5 m ü. M. \| \| \| \| Richtungswechsel S 7 Endpunkt S 10 \| \| \| \| 81,00 \| \| \| \| \| \| SOB nach St. Gallen und SBB nach Rorschach S 7 \| \| |                      |                                                |                                                |
| Abzweig geradeaus und von links |                      | SBB von Zürich S 24 und von Bülach             | SBB von Zürich S 24 und von Bülach             |
| Bahnhof | 26,05                | Winterthur Endpunkt S 30                       | 438,8 m ü. M.                                  |
| Abzweig geradeaus und nach links |                      | nach Schaffhausen                              | nach Schaffhausen                              |
| Abzweig geradeaus und nach rechts |                      | SBB nach Rüti und nach St. Gallen              | SBB nach Rüti und nach St. Gallen              |
| Bahnhof | 29,66                | Oberwinterthur                                 | 456,8 m ü. M.                                  |
| Abzweig geradeaus und nach links |                      | SBB nach Etzwilen                              | SBB nach Etzwilen                              |
| Bahnhof | 31,96                | Wiesendangen                                   | 470 m ü. M.                                    |
| Strecke mit Straßenbrücke |                      | A1                                             | A1                                             |
| Bahnhof | 33,54                | Rickenbach-Attikon                             | 471,7 m ü. M.                                  |
| Strecke mit Straßenbrücke |                      | A7                                             | A7                                             |
| Grenze |                      | Kantonsgrenze Zürich / Thurgau                 | Kantonsgrenze Zürich / Thurgau                 |
| Bahnhof | 38,05                | Islikon                                        | 422,7 m ü. M.                                  |
| Abzweig geradeaus und nach links · Strecke von rechts | ≈38,20               |                                                |                                                |
| Strecke · Strecke |                      | Zuckerfabrik Frauenfeld                        | Zuckerfabrik Frauenfeld                        |
| Abzweig geradeaus und von links · Strecke nach rechts | ≈41,50               |                                                |                                                |
| Brücke über Wasserlauf |                      | Murg                                           | Murg                                           |
| Strecke von rechts · Strecke |                      | FW nach Wil SG                                 | FW nach Wil SG                                 |
| Kopfbahnhof Streckenende · Bahnhof | 42,05                | Frauenfeld                                     | 404,6 m ü. M.                                  |
| Abzweig geradeaus und nach links |                      | Industrie                                      | Industrie                                      |
| Bahnhof | 46,20                | Felben-Wellhausen                              | 398,8 m ü. M.                                  |
| Haltepunkt / Haltestelle | 48,67                | Hüttlingen-Mettendorf                          | 403,7 m ü. M.                                  |
| Brücke über Wasserlauf |                      | Thur (174 m)                                   | Thur (174 m)                                   |
| Bahnhof | 52,12                | Müllheim-Wigoltingen                           | 411,5 m ü. M.                                  |
| Bahnhof | 55,69                | Märstetten                                     | 418,3 m ü. M.                                  |
| Abzweig geradeaus und von rechts |                      | Thurbo von Wil S 10                            | Thurbo von Wil S 10                            |
| Bahnhof | 59,49                | Weinfelden                                     | 429,3 m ü. M.                                  |
| Strecke |                      | Endpunkt S 5 S 7 S 24 S 30                     | Endpunkt S 5 S 7 S 24 S 30                     |
| Abzweig geradeaus und nach links |                      | Thurbo nach Kreuzlingen                        | Thurbo nach Kreuzlingen                        |
| Bahnhof | 63,28                | Bürglen                                        | 439,7 m ü. M.                                  |
| Bahnhof | 66,11                | Sulgen                                         | 449,2 m ü. M.                                  |
| Abzweig geradeaus und nach rechts |                      | SBB nach Bischofszell – St. Gallen S 5         | SBB nach Bischofszell – St. Gallen S 5         |
| Bahnhof | 69,70                | Erlen                                          | 448,7 m ü. M.                                  |
| Bahnhof | 72,91                | Oberaach                                       | 444,3 m ü. M.                                  |
| Bahnhof | 75,57                | Amriswil                                       | 437,2 m ü. M.                                  |
| Strecke · Strecke |                      | nach Schaffhausen                              | nach Schaffhausen                              |
| Strecke · Bahnhof | 82,15                | Romanshorn                                     | 398,5 m ü. M.                                  |
| Strecke · Strecke |                      | Richtungswechsel S 7 Endpunkt S 10             | Richtungswechsel S 7 Endpunkt S 10             |
| Strecke nach links · Abzweig geradeaus, nach rechts und von rechts | 81,00                |                                                |                                                |
| Abzweig geradeaus und nach rechts |                      | SOB nach St. Gallen und SBB nach Rorschach S 7 | SOB nach St. Gallen und SBB nach Rorschach S 7 |

Die Thurtallinie ist eine Schweizer Eisenbahnstrecke und ist als Teil der Bodenseebahn erbaut worden. Sie verbindet Winterthur mit Romanshorn, wo Anschluss an den Trajektverkehr über den Bodensee bestand. Sie ist die viertälteste innerschweizerische Bahnstrecke. Ihr Bau wurde von der Zürich-Bodenseebahn beschlossen, welche aber noch während des Baus mit der Schweizerischen Nordbahn zur Schweizerischen Nordostbahn (NOB) fusionierte. Die Thurtallinie konnte am 16. Mai 1855 eröffnet werden, die Strecke von Winterthur nach Oerlikon am 27. Dezember 1855. Der Zürcher Hauptbahnhof wurde am 26. Juni 1856 erreicht und die beiden bestehenden NOB-Strecken miteinander verbunden.
Als Fortsetzung dieser Strecke wurden die Bodensee-Trajekte Romanshorn–Friedrichshafen und Romanshorn–Lindau eingerichtet.

## Geschichte
Die Entstehungsgeschichte geht auf eines der ältesten Schweizer Eisenbahnprojekte zurück: Schon 1836 wurde ein Ostbahnprojekt Zürich–Bodensee erarbeitet. Dieses Projekt wurde wie die Nordbahn (Zürich–Basel) und Südbahn (Zürich–Chur) von Alois Negrelli von Moldelbe ausgearbeitet und sollte schon damals von Winterthur über Frauenfeld nach Romanshorn führen, wobei zwischen Zürich und Winterthur eine etwas andere Trassierung vorgeschlagen wurde. So war in Zürich im Bereich Oberstrass ein eigener Bahnhof vorgesehen. Von dort an folgte die Linie um den Zürichberg bis nach Stettbach, um bei Dübendorf die Glatt zu überqueren. Darauf ging es über Hegnau und Kindhausen nach Rikon, heute ein Ortsteil von Effretikon. Danach stimmte die Linienführung grösstenteils mit der umgesetzten Strecke überein. Negrelli selbst gab diesem der drei von ihm ausgearbeiteten Projekte die geringsten wirtschaftlichen Erfolgsaussichten. Den Todestoss für dieses Projekt gab aber die politische Veränderung von 1839, als im Kanton Zürich die liberalen Kräfte von den Konservativen verdrängt wurden. Negrelli verliess Zürich im Jahr 1840 und wurde in Österreich bei der Kaiser-Ferdinands-Nordbahngesellschaft als Generalinspektor tätig. Später kam er zwar in die Schweiz zurück, war aber nur am Bau der Nordbahn beteiligt.
Die politische Situation in der Schweiz zu dieser Zeit war alles andere als eisenbahnfreundlich, spitzte sich doch der Konflikt zwischen den Katholiken und Protestanten zu, der im Sonderbundskrieg 1847 gipfelte. Erst mit der neuen Staatsverfassung und dem Wegfall der innerschweizerischen Zölle änderte sich die Situation grundlegend. Zu dieser Zeit betrat mit Alfred Escher eine Persönlichkeit das politische Parkett, welche die Eisenbahngeschichte der Schweiz massgeblich mitschreiben würde. Die damals übliche Bezeichnung seiner Gesinnung war «legalradikal», gibt aber seine politische Einstellung nur ungenau wieder: Er war ein klarer Vertreter dessen, was wir heute unter freier Marktwirtschaft verstehen. Ihm war bewusst, dass ein gesundes finanzielles Wachstum nur durch verbesserte Anbindung an andere Märkte möglich war, und dafür war die Eisenbahn das Mittel der Zeit. Er gilt als einer der Hauptverfechter des 1852 in Kraft getretenen Eisenbahngesetzes, das den Bau von Eisenbahnen in private Hand legte.
Sein erstes grosses Projekt war diese Eisenbahnstrecke, für die die Zürich-Bodenseebahn am 28. Februar 1853 die Konzession erhielt. Melchior Ziegler, der erste Präsident der Zürich-Bodenseebahn-Gesellschaft wurde von Alfred Escher schnell entmachtet. Den Fusionsvertrag der Schweizerischen Nordbahn mit der Zürich-Bodenseebahn zur Schweizerischen Nordostbahn unterschrieb Escher als Abgeordneter der Zürich-Bodenseebahn, als neu ernannter Direktor der Nordostbahn sowie als Regierungsratspräsident des Kantons Zürich.
Mit der Festlegung der endgültigen Linienführung hatte man schon 1850 begonnen. Die endgültige Linienführung für alle Abschnitte wurde aber erst 1853 festgelegt, sodass an einigen Orten unmittelbar nach Festlegung der Linienführung die Bauarbeiten begannen. Die Pläne sahen neben den Endbahnhöfen in Romanshorn und Zürich folgende Bahnhöfe vor: Amriswil, Riedt, Bürglen, Weinfelden, Märstetten, Felben, Frauenfeld, Islikon, Ruchegg, Winterthur, Rikon (Effretikon), Wallisellen und Oerlikon. Von diesen wurden zwei nochmals verlegt: Wiesendangen anstelle von Ruchegg und Sulgen statt Riedt. Von den lokalen Behörden wurden zusätzliche Bahnhöfe bzw. Haltestellen gefordert, doch nur die beiden Wünsche, die der Bahn Güterverkehr in Aussicht stellten, wurden berücksichtigt. Mit der Strecke zusammen wurden so Industrieanschlüsse zu den Mühlen im Kupferhammer bei Kemptthal und bei der Haslimühle in Müllheim-Wigoltingen errichtet. Die Haltestellen Oberaach, Hüttlingen, Oberwinterthur und Baltenswil, die in erster Linie der lokalen Bevölkerung zugutekommen sollten, wurden allesamt abgelehnt.
Die Thurtallinie wurde einspurig erbaut und am 16. Mai 1855 somit mit einem Streckengleis eröffnet. Schon bei der Planung wurde allerdings darauf geachtet, dass ein Doppelspurausbau möglich war. Die Strecke wurde allerdings erst unter Leitung der SBB mit einem zweiten Gleis ausgerüstet. Die beiden parallel liegenden Streckengleise zwischen Winterthur und Oberwinterthur, die von der NOB und SNB getrennt erbaut wurden, wurden schon 1903 zu einer Doppelspurstrecke zusammengelegt. Bei der restlichen Strecke musste zuerst noch der Unterbau für das zweite Gleis erstellt wurden. Die Doppelspurstrecken wurden in folgender Reihenfolge eröffnet:
- Frauenfeld–Müllheim am 1. Oktober 1905
- Oberwinterthur–Wiesendangen am 1. Mai 1906
- Islikon–Frauenfeld am 1. Mai 1906
- Müllheim–Sulgen am 1. Mai 1907.
- Sulgen–Amriswil am 1. Juli 1907
- Wiesendangen–Islikon am 4. Juli 1907
- Amriswil–Romanshorn am 30. September 1907

Als Hauptstrecke wurde sie früh von der SBB mit dem üblichen Stromsystem von 15'000 Volt bei 16,7 Hertz elektrifiziert. Der elektrische Betrieb auf der Strecke Winterthur–Romanshorn konnte am 4. Mai 1928 aufgenommen werden.

## Verlauf und Bahnhöfe

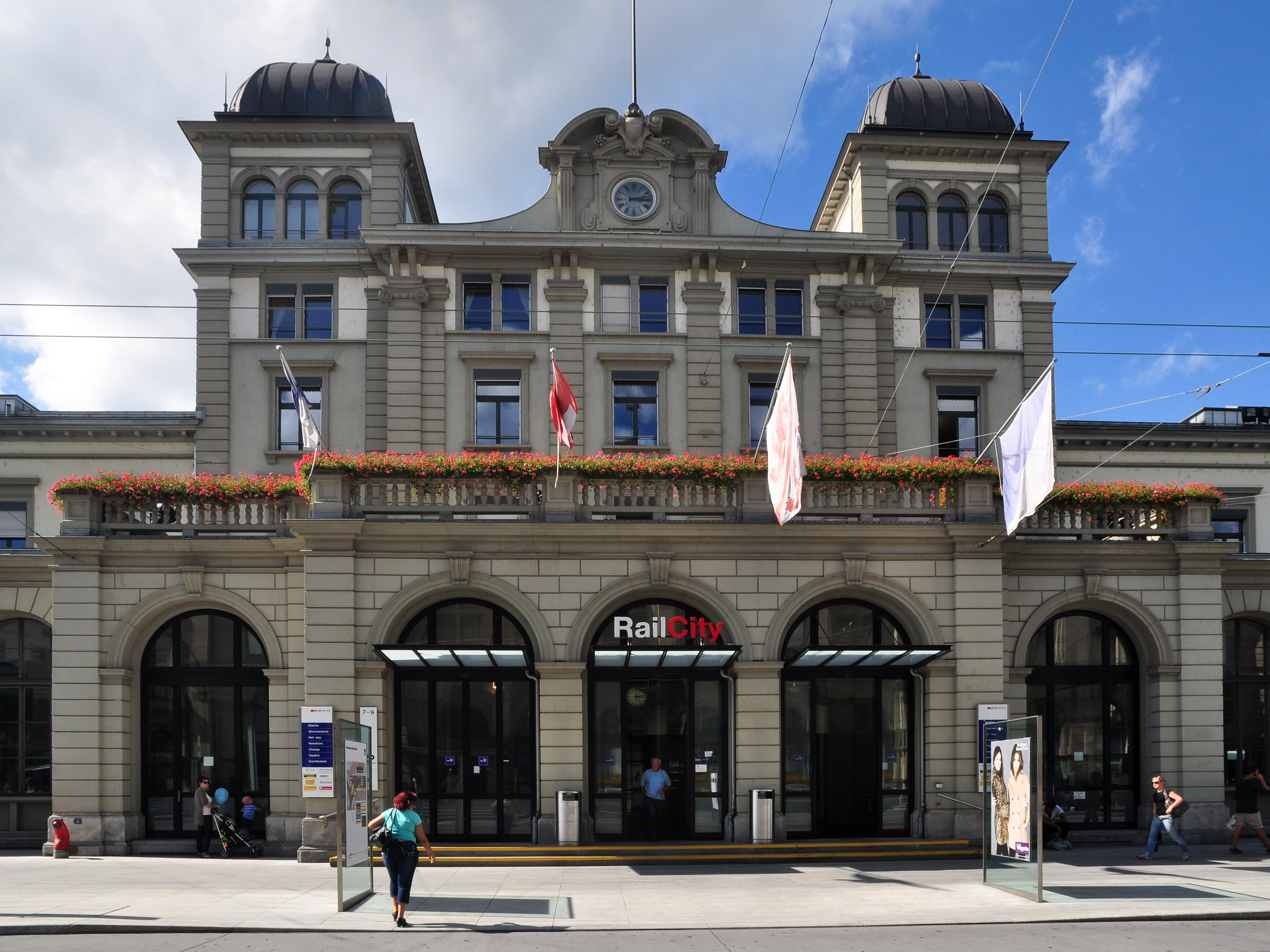
Bahnhof Winterthur (2011)

Der Bahnhof Winterthur wurde westlich der Altstadt erbaut. In Richtung Romanshorn vollführt die Thurtallinie eine Rechtskurve, während die Strecke nach Schaffhausen nach links abzweigt. Im dadurch entstehenden Dreieck befindet sich das Depot Winterthur, das heute ausser der Stationierung eines Lösch- und Rettungszuges nur noch geringe Bedeutung hat. Die eigentlichen Depotarbeiten sind alle ins S-Bahn-Depot nach Oberwinterthur ausgelagert worden. Die Ausfahrt aus dem Bahnhof Winterthur entlang des Stadtrains ist heute viergleisig. Das einstige Streckengleis der Bodenseebahn ist heute das zweitnördlichste. Nach Vollendung der vier Strecken nach Oberwinterthur und Grüze wurde für jede Bahnverwaltung und Strecke ein eigenes Streckengleis angelegt. Im Jahr 1903 wurden die beiden nebeneinander liegenden Streckengleise zwischen Winterthur und Oberwinterthur zu einem echten Doppelspurgleis zusammengelegt. 
Nachdem sich die Thurtallinie mit einer Linkskurve von den Strecke nach St. Gallen und ins Tösstal getrennt hat, wird der Bahnhof Oberwinterthur erreicht. Dieser wurde von der Schweizerischen Nationalbahn im Jahr 1875 erbaut, deren Strecke von Etzwilen hier auf die Streckenführung der Bodenseebahn stiess. Das neubarocke Bahnhofgebäude wurde 1918 durch die SBB erstellt. Mit der Eröffnung der S-Bahn Zürich 1990 wurde südlich des Streckengleises Richtung Romanshorn die sieben Hektar grosse Unterhaltsanlage Oberwinterthur eröffnet. Auf der anderen Streckenseite befindet sich das Technorama Winterthur.

Der Bahnhof Wiesendangen  kam 1975 zu unrühmlicher Ehre, als die SBB das einzigartige und erhaltenswerte Aufnahmegebäude im Chaletstil an einem Montagmorgen um 5 Uhr abbrechen liessen. Zwischen Wiesendangen und Rickenbach ist der Kulminationspunkt dieses Streckenabschnittes erreicht.

Das Bahnhofsgebäude von Rickenbach-Attikon  stammt aus dem Jahr 1907, dieser Bahnhof wurde erst am 15. Oktober 1907 eröffnet. Nach Attikon führt die Thurtallinie über einen drei Kilometer langen Damm die 85 Meter ins Thurtal hinunter.

Der Bahnhof Islikon  wird heute im Stationshaltermodell betrieben und besitzt noch immer das Aufnahmegebäude von 1873. Nach dem Bahnhof Islikon zweigt nördlich das Anschlussgleis der Zuckerfabrik Frauenfeld  ab, deren grossflächige Anlagen die Thurtallinie bis kurz vor die Stadt Frauenfeld begleiten.

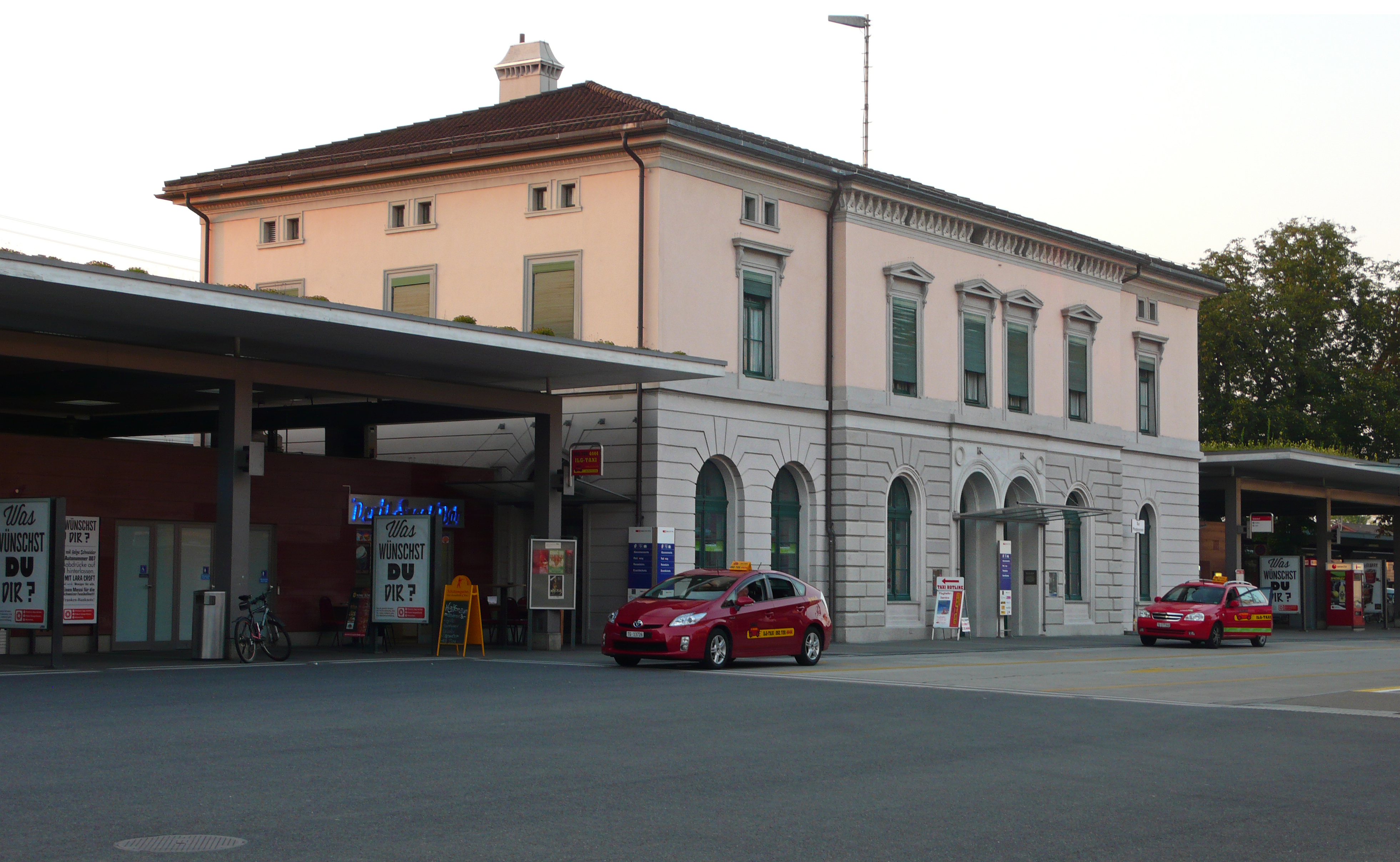
Bahnhof Frauenfeld (2012)

Der Kantonshauptort des Kantons Thurgau hat im Bahnhof Frauenfeld ein grosses und entsprechend ansehnliches Empfangsgebäude, auf dessen Vorplatz seit 1887 die Frauenfeld-Wil-Bahn abfährt. Der Bahnhof wurde mit der Eröffnung des Waffenplatzes umfassend ausgebaut und im Hinblick auf die Bahn 2000 aufwendig umgebaut, war er doch einer der letzten grossen Bahnhöfe mit ebenerdigem Schienenzugang. Beim Umbau wurde unter dem Bahnhofsplatz ein unterirdischer Kreisverkehr erstellt, das klassizistische Aufnahmegebäude von 1859 sanft renoviert und ein 420 Meter langer Mittelperron erstellt, welcher vom zweitlängsten Perrondach der Schweiz überdeckt wird. Während der Güterschuppen abgebrochen wurde, wandelte man das klassizistische Militärlagergebäude zu einer Park-and-Ride-Garage um. Der Lokomotivschuppen von 1890 dient heute dem SBB-Baudienst.

Nördlich der Strecke in Richtung Romanshorn wurde 1999 das Paketpostzentrum Frauenfeld  eröffnet, für welches ein Bahnanschluss eingerichtet wurde.

Der Bahnhof Felben-Wellhausen  besitzt wohl den originalsten Güterschuppen dieser Strecke, gehen doch Teile davon auf das Jahr 1855 zurück. Das heutige Aufnahmegebäude wurde 1873 erbaut.

Die Haltestelle Hüttlingen-Mettendorf  entwickelte sich vom Haltepunkt zum Bahnhof und ist heute wieder zur Haltestelle zurückgebaut. Vor dem Bahnhof Müllheim-Wigoltingen wird die Thur überquert. Dafür macht die Thurtallinie eine S-Kurve, in deren Mitte sich die Eschikofer Brücke befindet. Die anfänglich einspurige gedeckte Holzbrücke wurde 1903 – im Zusammenhang mit dem Doppelspurausbau – durch eine neue Brücke ersetzt, die aus zwei nebeneinander liegenden 174 Meter langen Stahlfachwerkbrücken besteht.

Der Bahnhof Müllheim-Wigoltingen  erhielt ein mittelgrosses Aufnahmegebäude. An dieses wurde 1862 ein Güterschuppen angebaut, welcher 1871 erweitert wurde. Auf der anderen Seite erhielt das Gebäude 1894 einen Wartesaalanbau. Am 19. Mai 1863 kam es im Bahnhof infolge falscher Weichenstellung zu einer Kollision eines durchfahrenden Schnellzuges mit einem haltenden Personenzug. Dabei wurden zwei Bahnbedienstete so schwer verletzt, dass sie daran starben, ein weiterer überlebte schwer verletzt. Eine unbestimmte Anzahl Passagiere wurde leicht verletzt, obwohl die Wagen, in denen sie sassen, zertrümmert wurden.

Der Bahnhof Märstetten  erhielt 2001 ein Wartehäuschen und einen sogenannten Rail-Beam  gemäss dem Konzept «Facelifting Stationen».

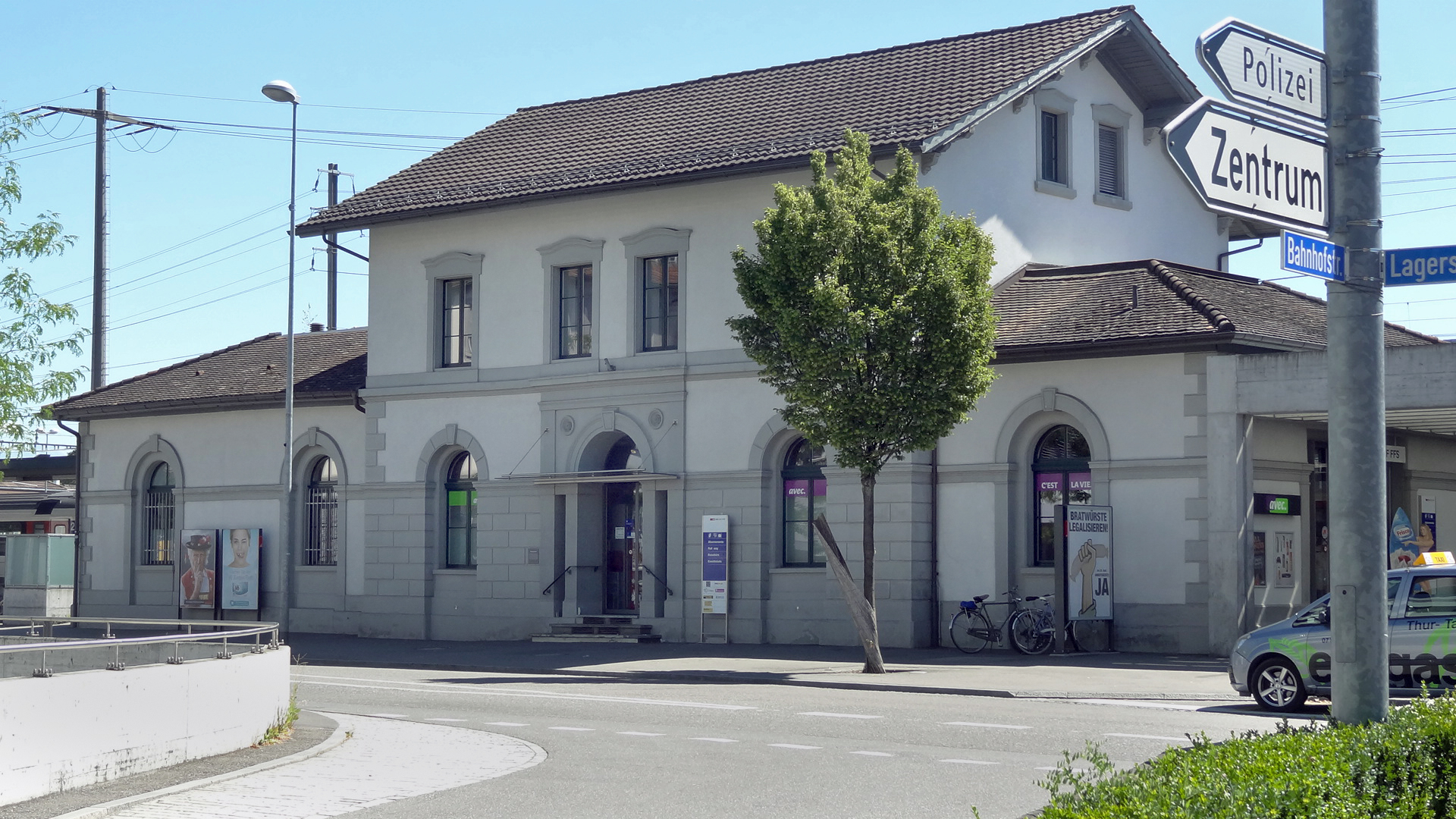
Bahnhof Weinfelden (2013)

Der Bahnhof Weinfelden ist seit 1911 ein Kreuzungsbahnhof. Damals wurde die Mittelthurgaubahn eröffnet, die hier ihr Depot errichtete und die Bodenseelinie durchschneidet.

Der Bahnhof Bürglen  erhielt 1866 ein giebelständiges mittelgrosses Aufnahmegebäude.
Der Bahnhof Sulgen ist seit 1876 ein Verzweigungsbahnhof. Die am 1. Februar zwischen Sulgen und Bischofszell-Stadt eröffnete Bischofszellerbahn erbaute im Bahnhof auch einen Lokomotivschuppen. In diesem ist heute eine Sektion der Eurovapor beheimatet.

Der Bahnhof Erlen  besitzt noch das umgebaute Bahnhofgebäude von 1873, auch der Güterschuppen von 1859 ist noch vorhanden. Der Bahnhof ist heute aus bahntechnischer Sicht nur noch eine Haltestelle.

Der Bahnhof Oberaach  besitzt noch das 1907 erbaute Bahnhofsgebäude, dieses ist aber purifiziert worden. Der Bahnhof selber wurde erst am 1. Februar 1908 eröffnet. Der Bahnhof wurde für den Personenverkehr 2001 stillgelegt und durch eine neue um einige hundert Meter ostwärts verlegte gleichnamige Haltestelle ersetzt. Da man sich so den Bau einer Personenunterführung ersparen konnte, da man dort die Strassenüberführung als Zugang nutzen konnte.

Der Bahnhof Amriswil  wurde schon 1855 mit einem Güterbahnhof und 1867 mit einem stattlichen Bahnhofgebäude ausgerüstet. Das Bahnhofsgebäude wurde in der Neuzeit abgebrochen und die Gütergleise zurückgebaut. Das Bahnhofgebäude ist heute ein funktionales, einstöckiges Gebäude mit Flachdach, der Bahnhof ist aber noch kommerziell besetzt, und deckt das komplette Angebot inklusive Reisebüro und Geldtransfer ab.
Der Bahnhof Romanshorn besass als Endbahnhof am Hafen entsprechend umfangreiche Gleisanlagen und auch ein Depot. Der Rangierbahnhof Romanshorn, der an der am 15. Oktober 1869 eröffneten Bahnstrecke nach Romanshorn liegt, wurde 1997 geschlossen. Die Zufahrt von dieser Strecke erfolgte über eine Verbindungsschleife; in dem so gebildeten Gleisdreieck befindet sich das Depot. Diese einspurige Verbindungslinie wird auch heute noch von den Güterzügen aus Richtung Rheintal, Rorschach in Richtung Rangierbahnhof Limmattal benutzt, nicht aber von planmässigen Personenzügen. Der Personenbahnhof wurde 2004 grundlegend erneuert, dabei blieb das Aufnahmegebäude, das zwischen 1853 und 1855 erbaut wurde, erhalten.

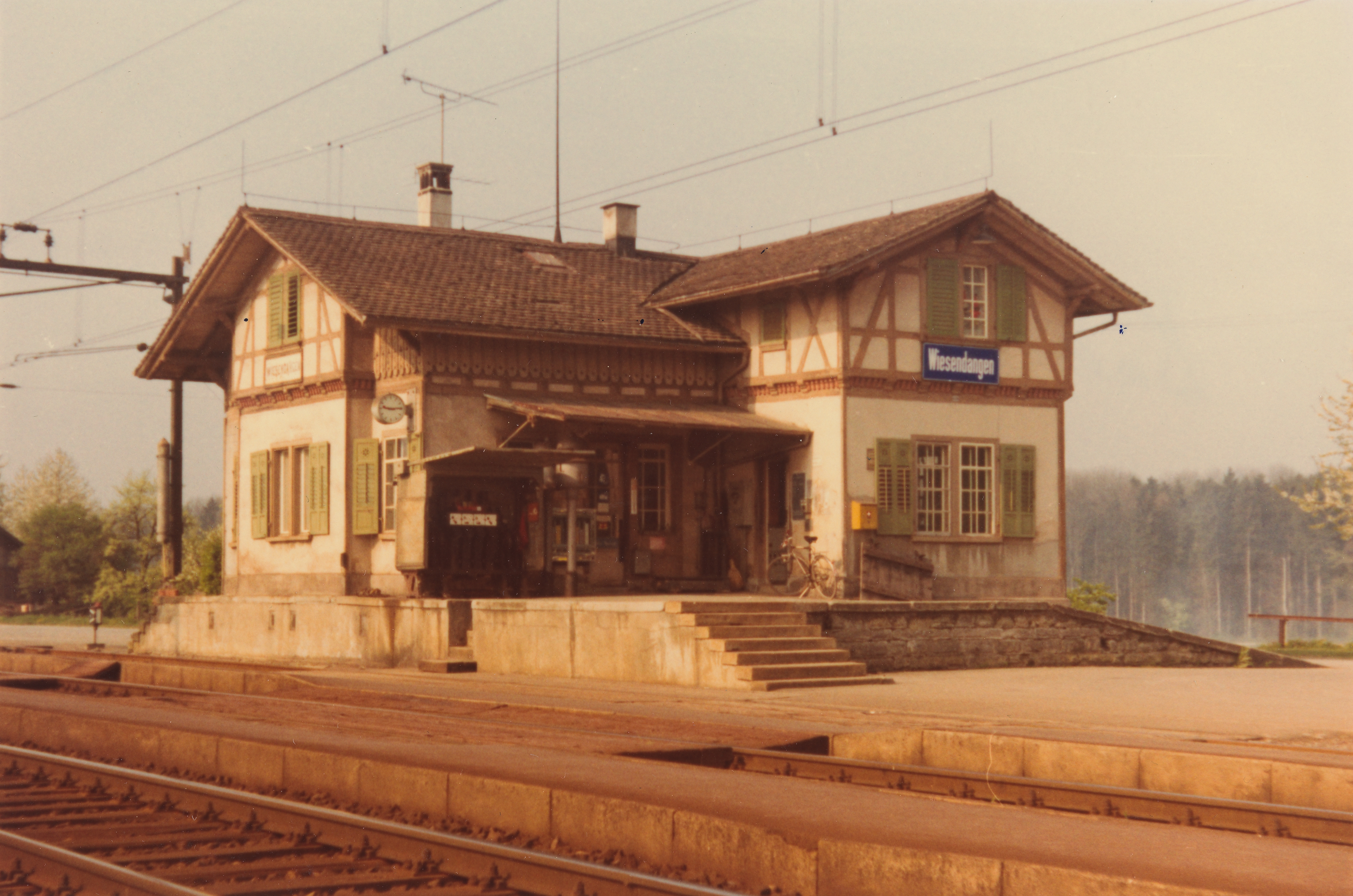
Wiesendangen (vor 1975)
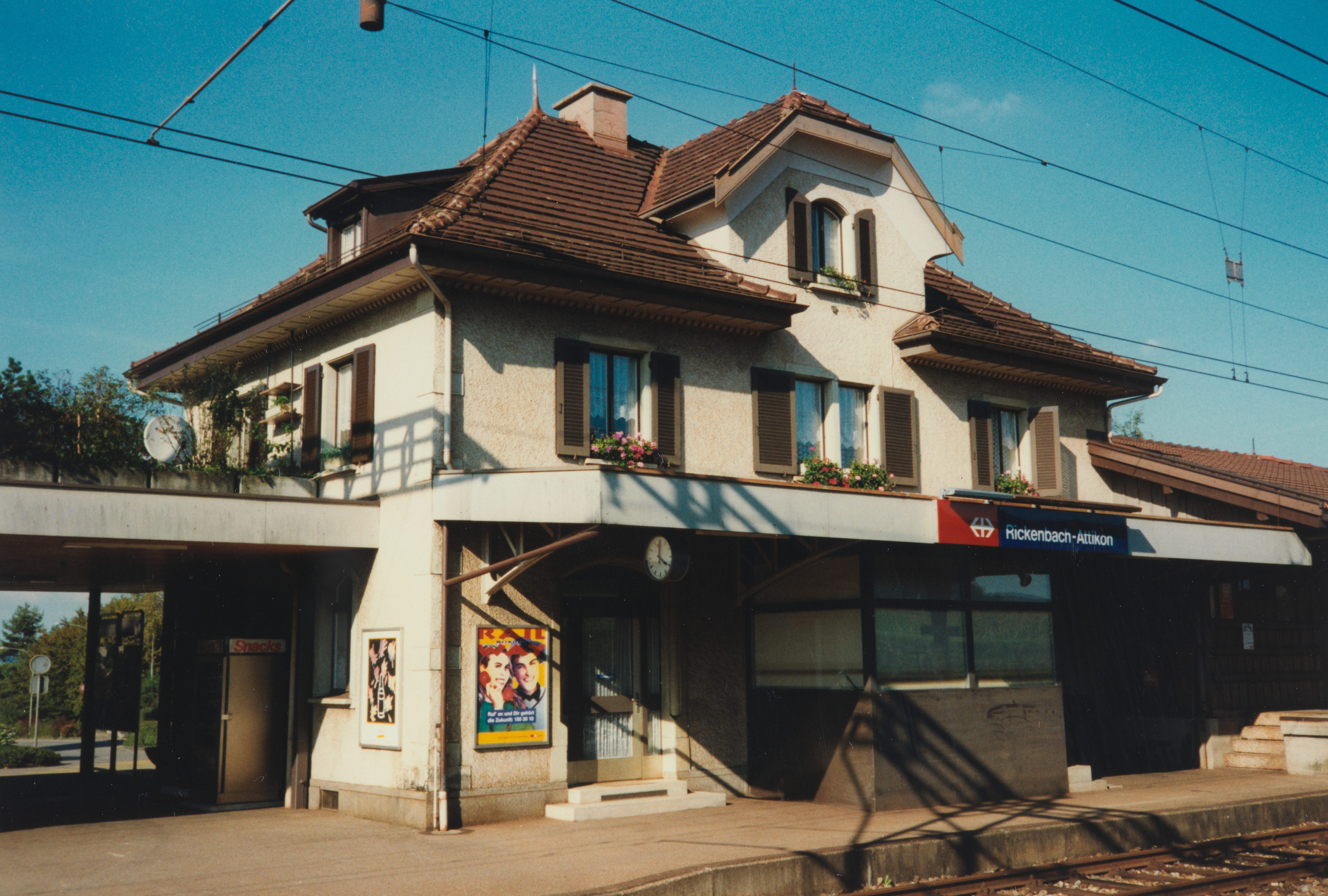
Rickenbach-Attikon (1995)
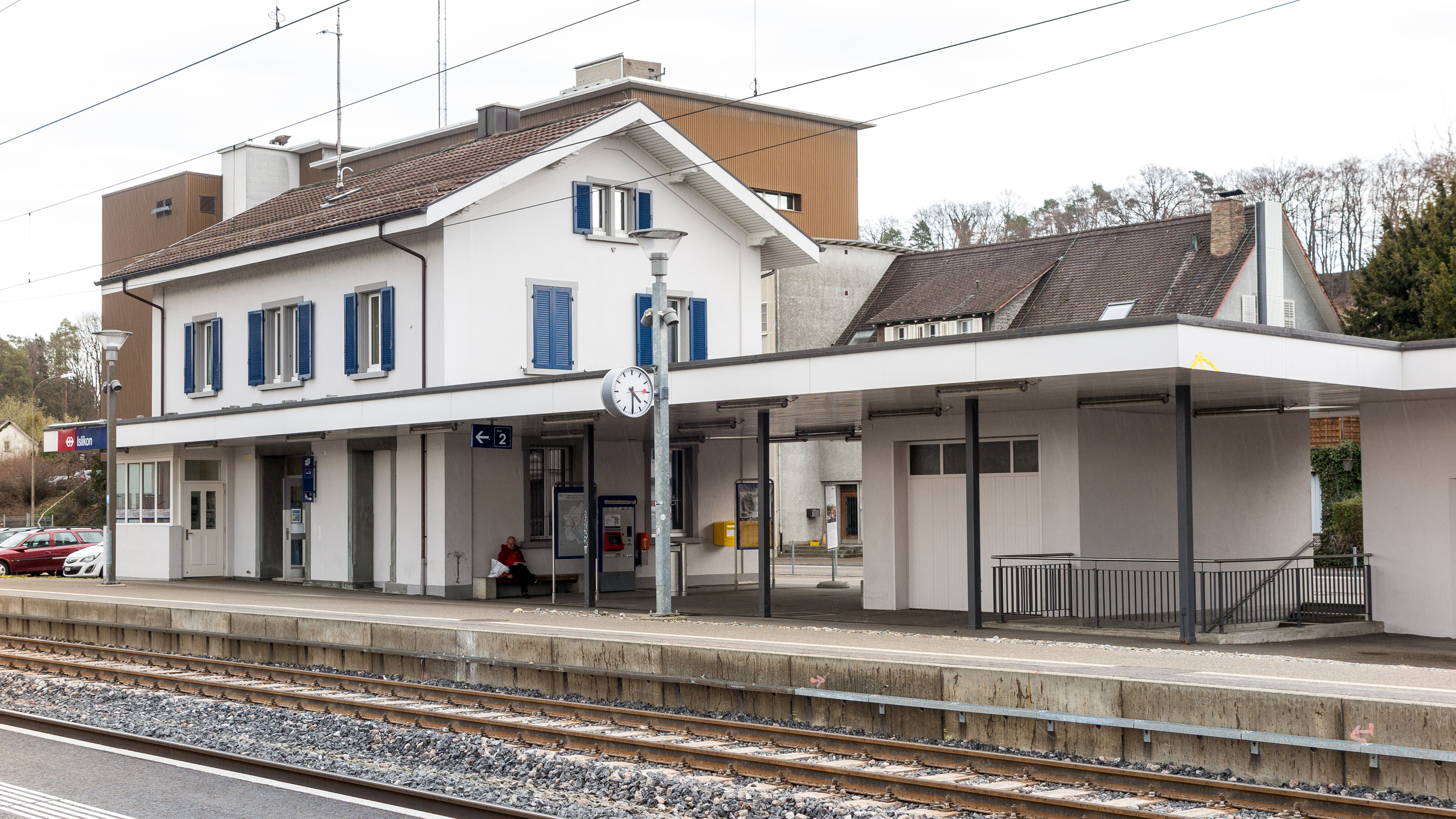
Islikon (2018)
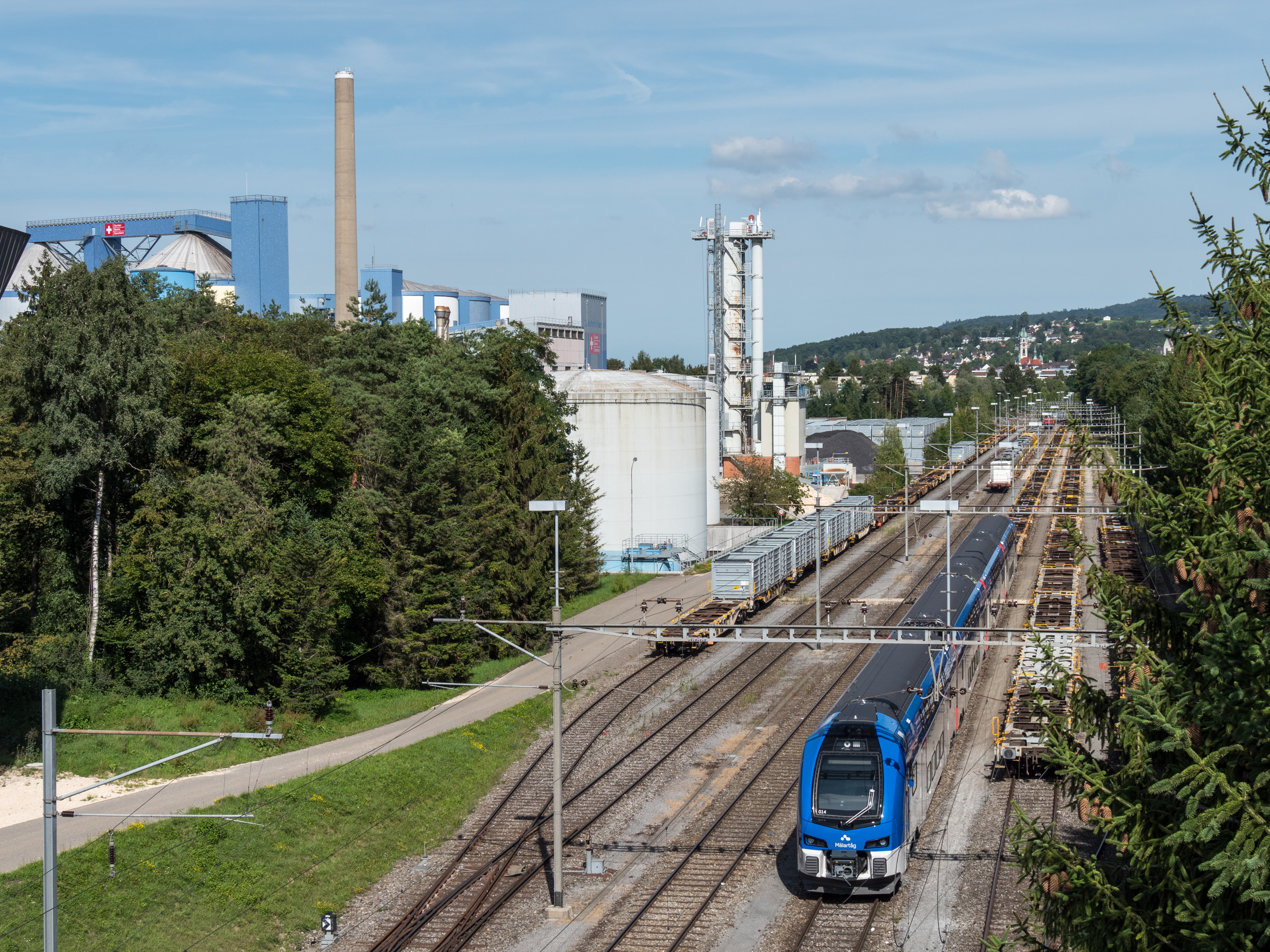
Güterbahnhof "Frauenfeld Zuckerrüben" (2019)
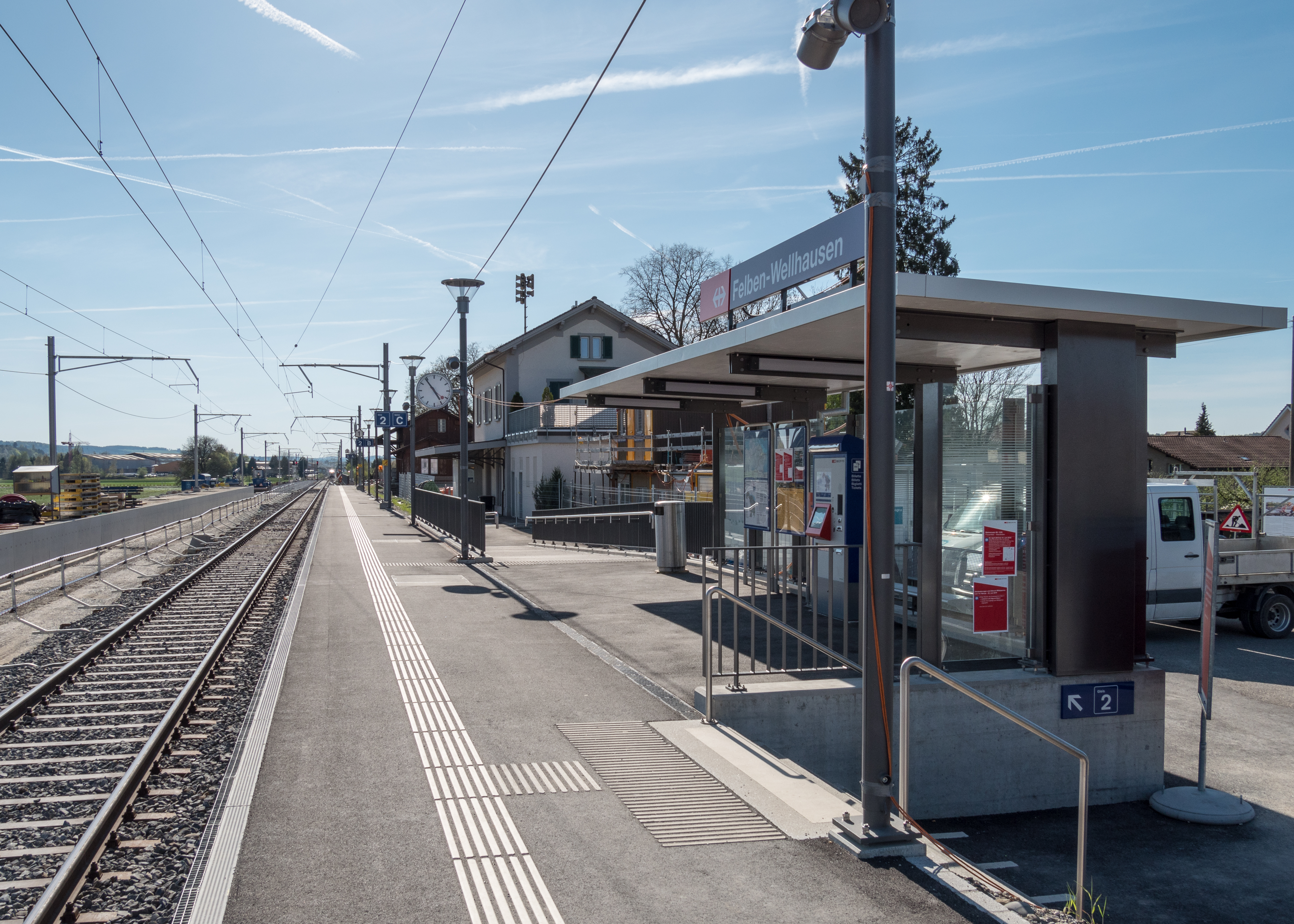
Felben-Wellhausen (2018)
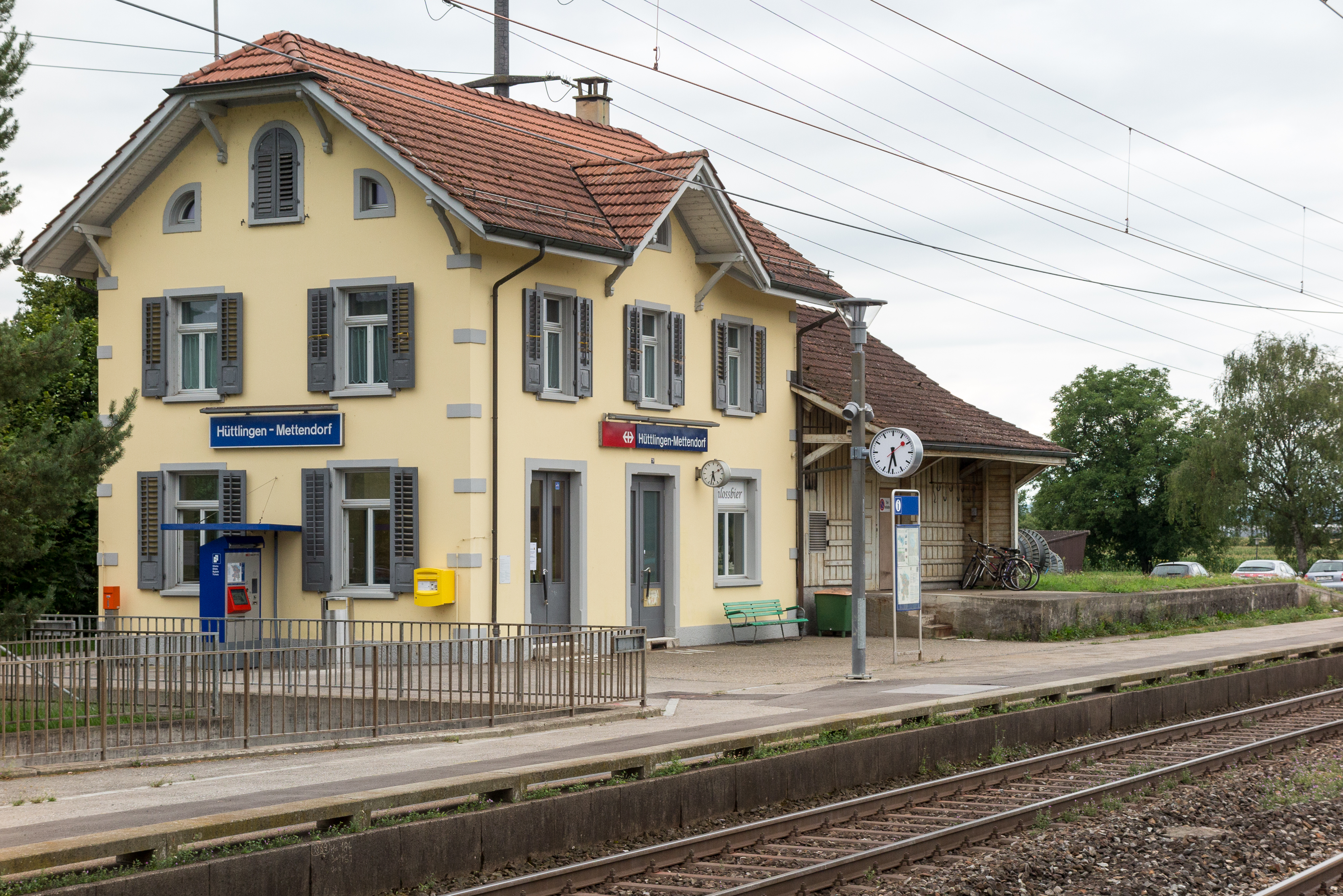
Hüttlingen-Mettendorf (2017)
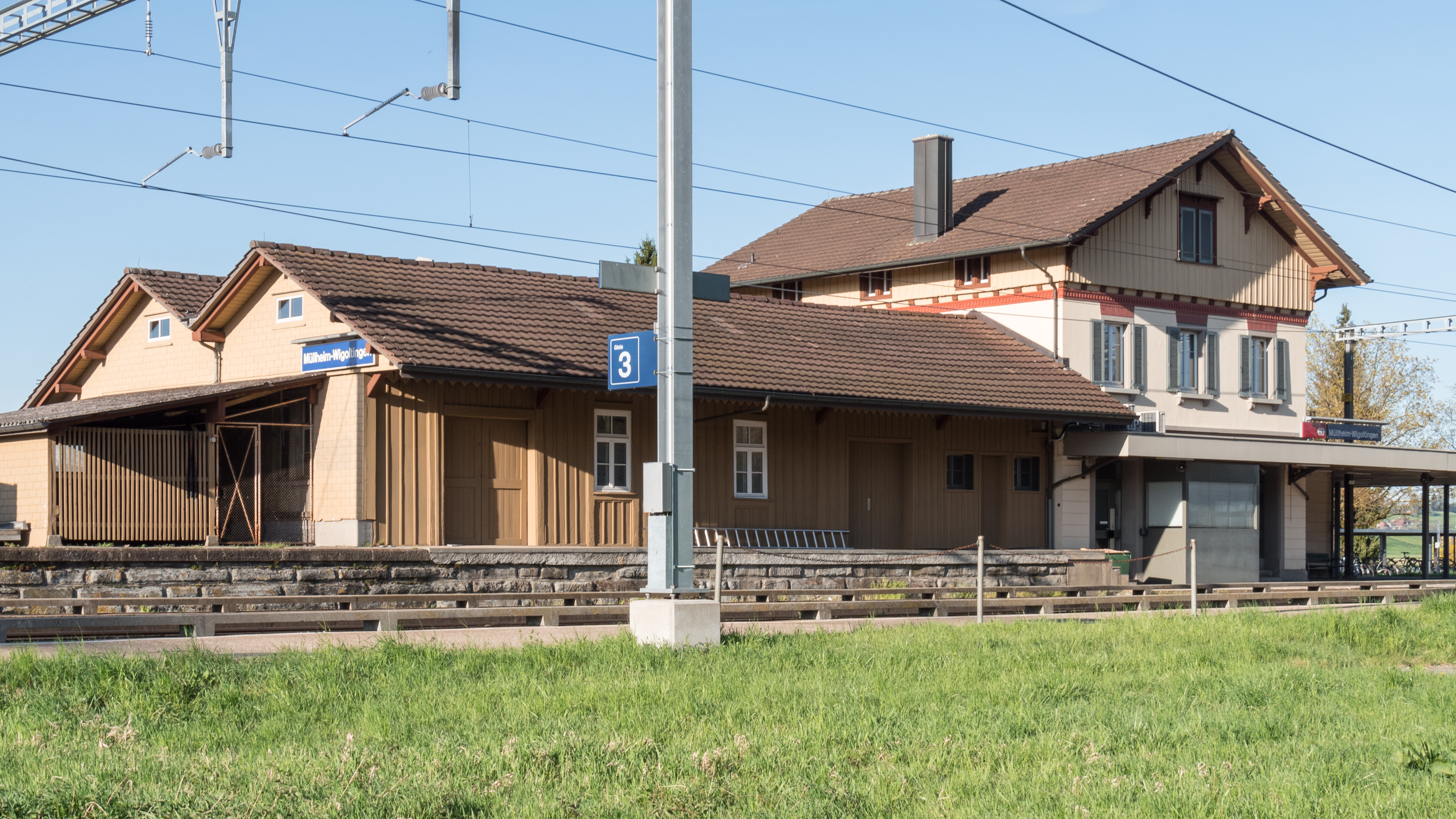
Müllheim-Wigoltingen (2018)
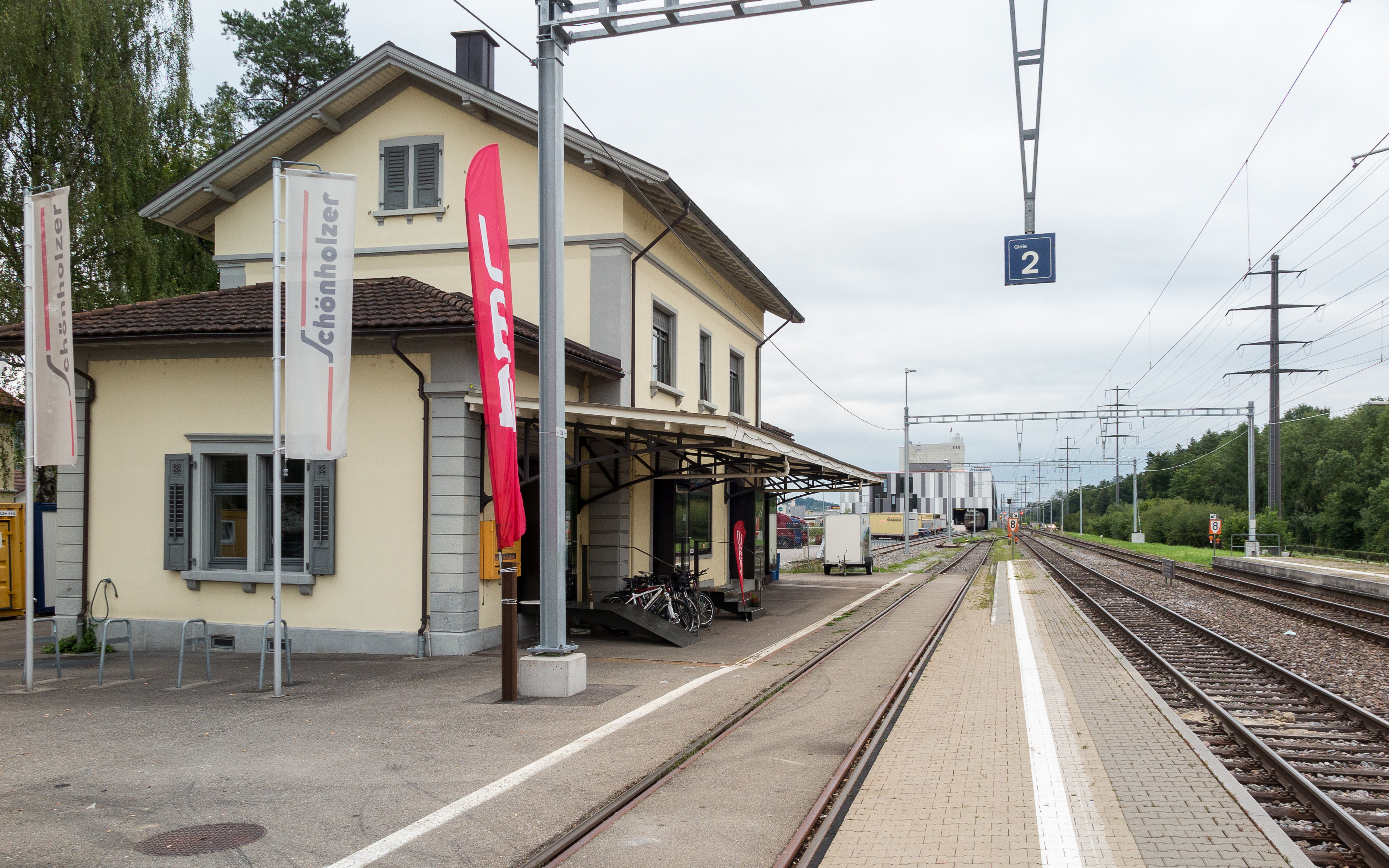
Ehem. Bahnhofsgebäude Märstetten (2017)
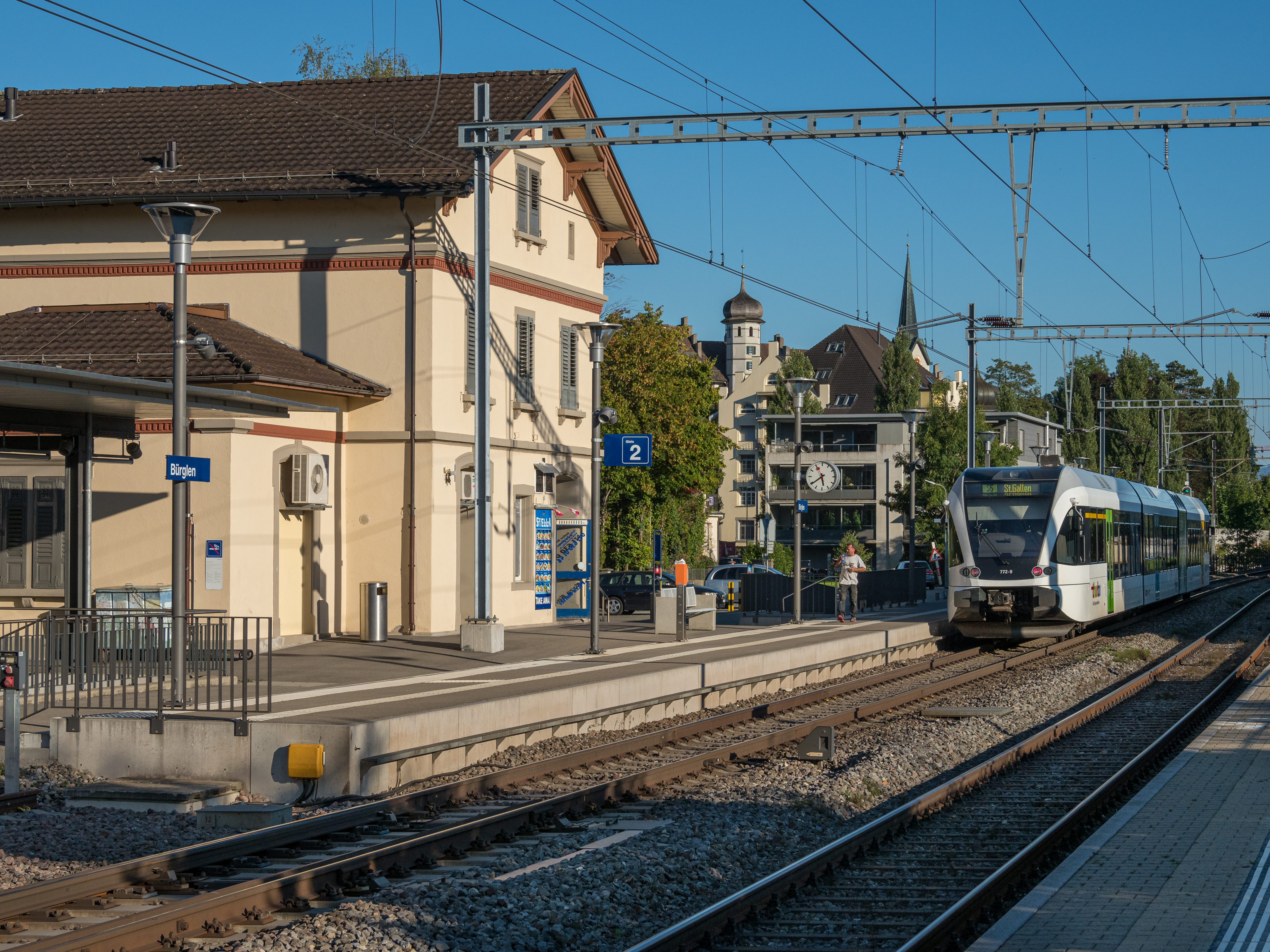
Bürglen (2021)
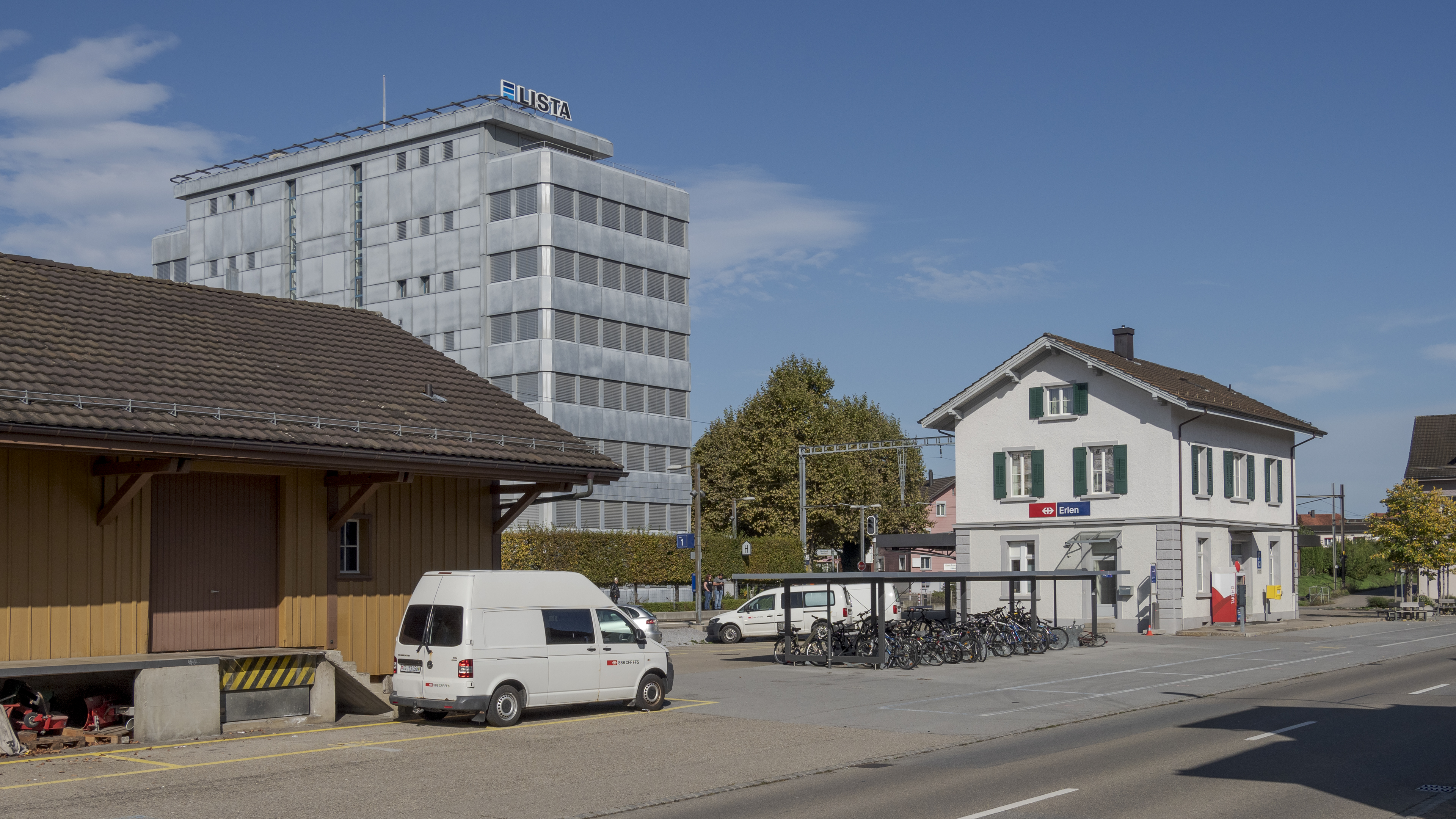
Erlen (2019)
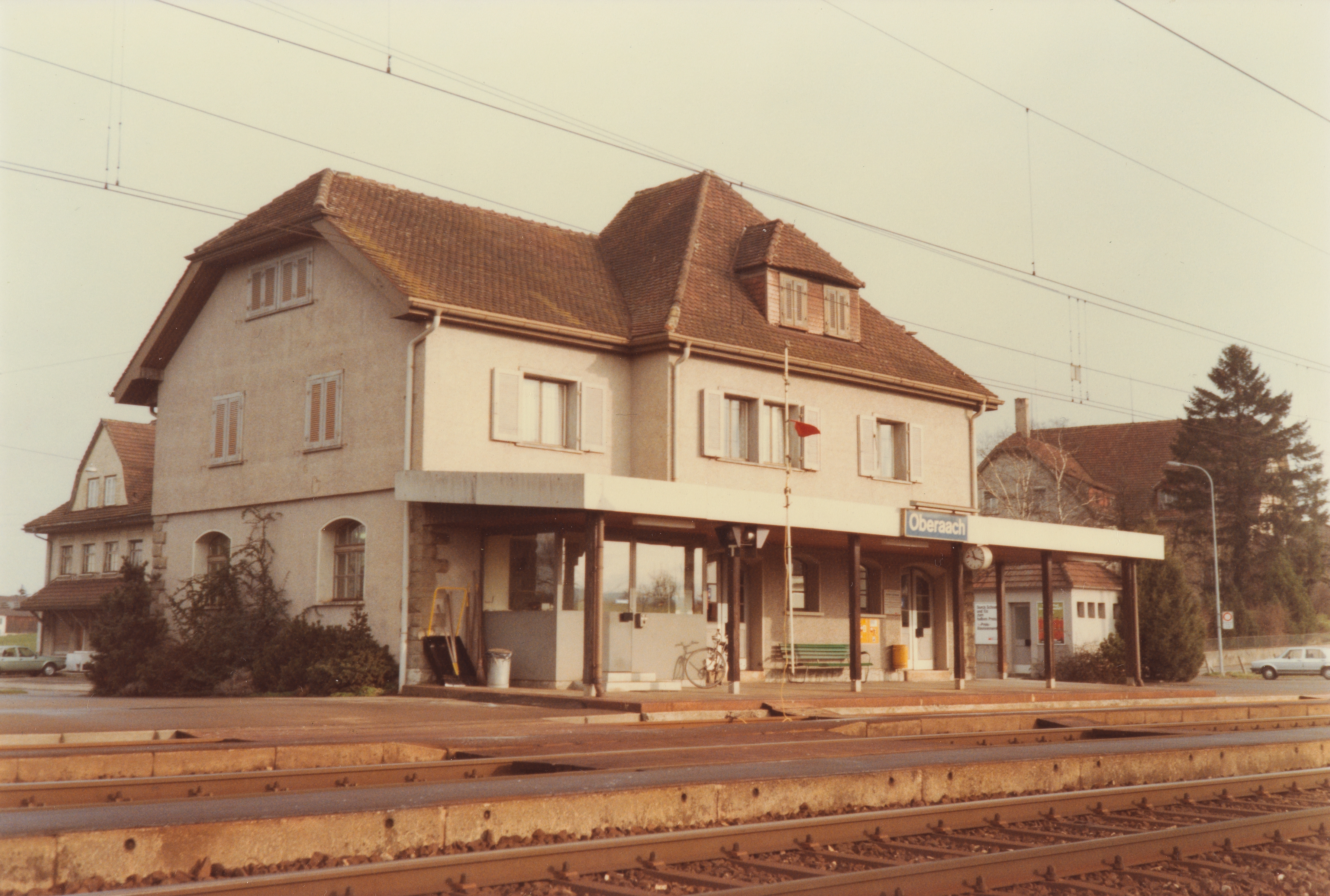
Oberaach (1983)
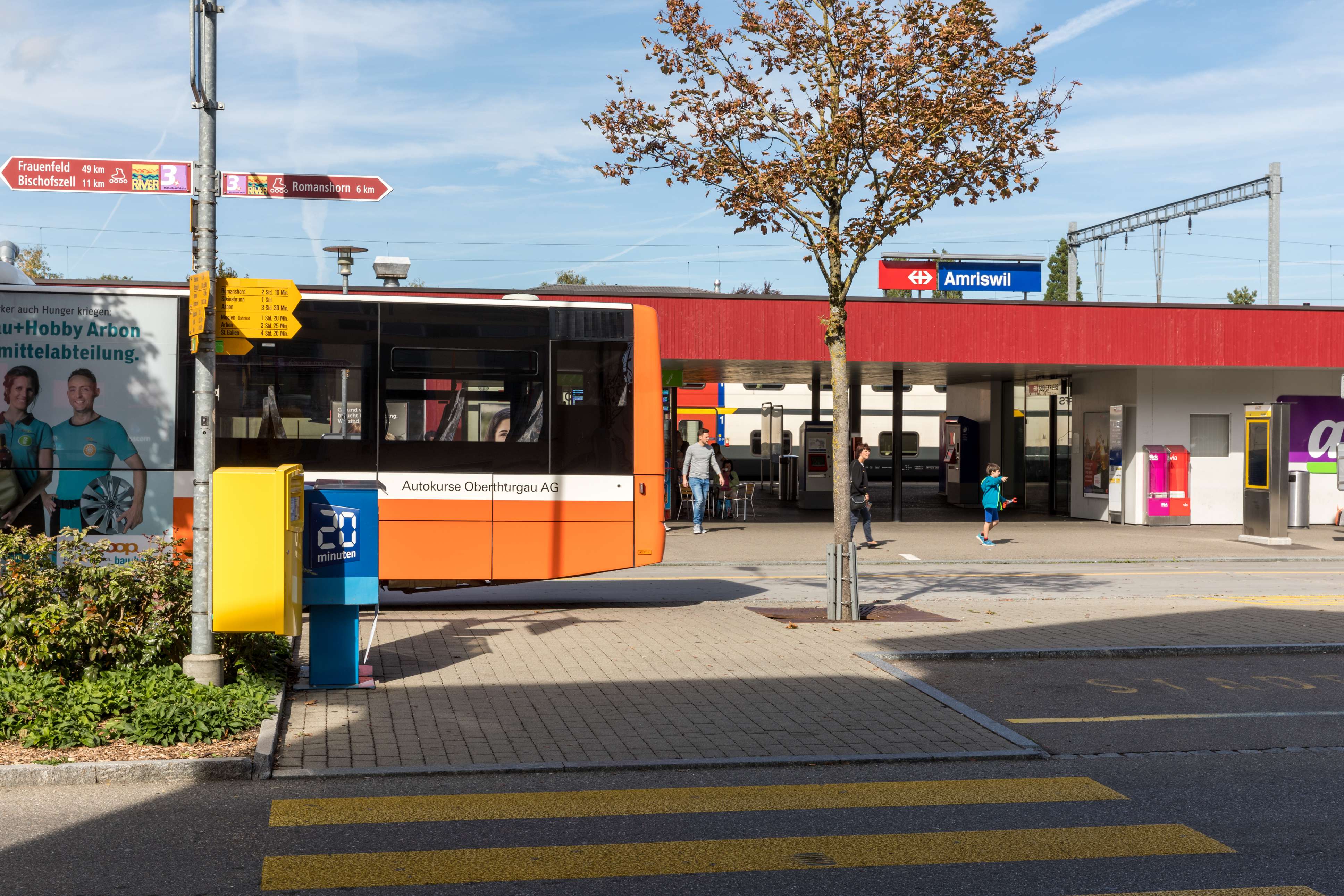
Amriswil (2018)
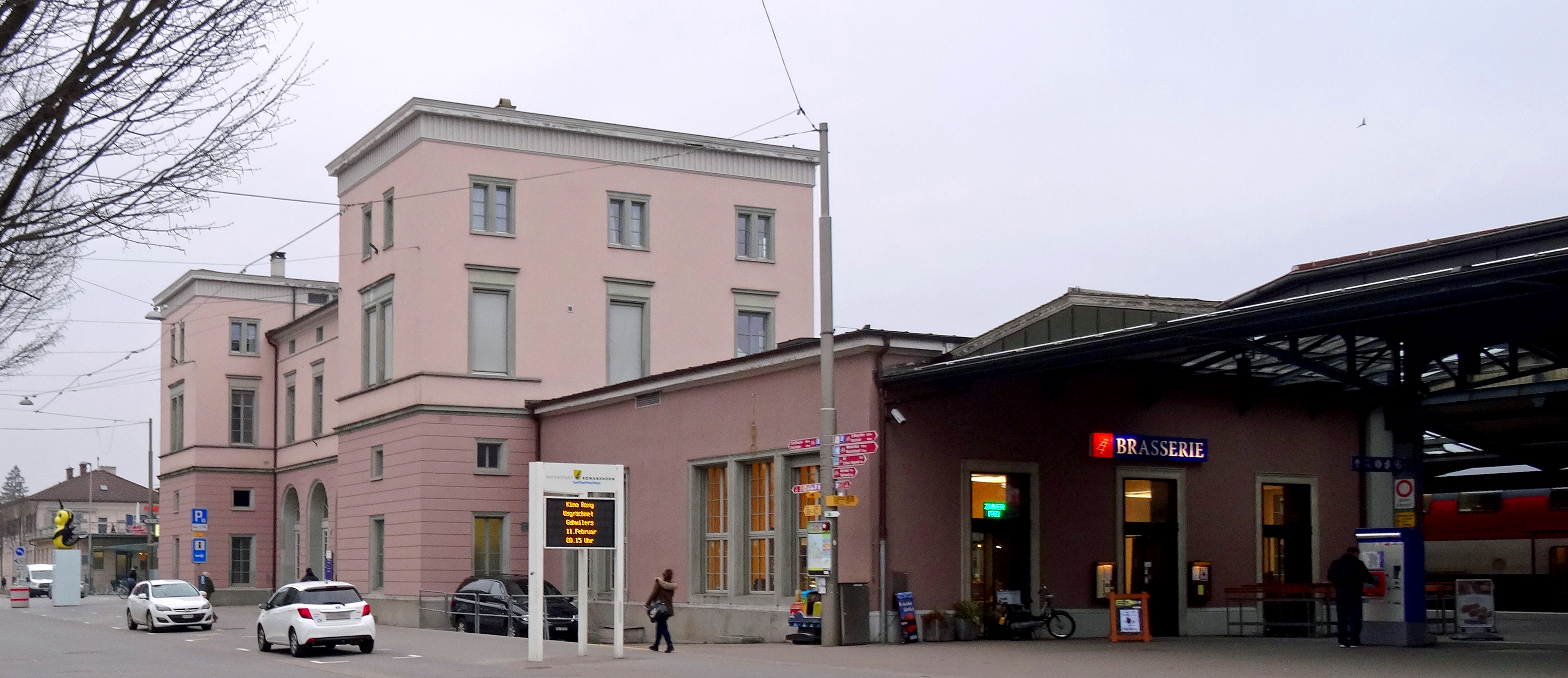
Romanshorn (2017)

## Betrieb
Die Thurtallinie wurde schon immer von Schnellzügen Zürich-Romanshorn (2024: IC Romanshorn-Brig) und Regionalzügen Winterthur-Romanshorn befahren, seit der Einführung der Bahn 2000 kommt ein versetzter Schnellzug Zürich-Weinfelden-Konstanz (bis 2023, ab 2025: IR Konstanz-Luzern) hinzu. Beide Züge werden zeitweise als ICN mit RABDe 500 geführt, üblich sind aber Pendelzüge mit Re 460 und EW IV oder IC2000 als Rollmaterial. Der Regionalverkehr wurde mit Einführung der S-Bahn St. Gallen in Weinfelden gebrochen: Seitdem fahren die als S7 bezeichneten Regionalzüge von Romanshorn nach Weinfelden, während die nun als S30 der S-Bahn Zürich bezeichneten Regionalzüge nur noch zwischen Weinfelden und Winterthur fahren. Dafür wird die S30 tagsüber von Montag bis Freitag von der verlängerten S24 (S-Bahn Zürich) zu einem annähernden Halbstunden-Takt ergänzt. Zwischen Sulgen und Weinfelden kommen ausserdem die Züge der S5 (S-Bahn St. Gallen) hinzu, die die Bischofszellerbahn befahren.
In den Nächten von Freitag auf Samstag und von Samstag auf Sonntag verkehren aufpreispflichtige Nacht-S-Bahnen.
Die Thurtallinie hat seit der Schliessung des Rangierbahnhofes in Romanshorn für den Güterverkehr leicht an Bedeutung verloren. Trotzdem wird die Strecke von Güterzügen vor allem in Ost-West Richtung befahren: Die Güterwagen aus dem Rheintal und vom Bodensee werden in den Rangierbahnhof Limmattal geführt, da der Rangierbahnhof Buchs nur als Verteilbahnhof, nicht aber als Sammelbahnhof für den nationalen Einzelwagenverkehr dient. Als Transitstrecke wird sie nur noch von Zügen mit Ziel im Rangierbahnhof Wolfurt benutzt. Güterzüge über den Arlberg benutzen in der Regel den Grenzübergang bei Buchs. Hinzu kommen noch etliche Paketpostzüge für das Paketpostzentrum in Frauenfeld, auch verkehren jeden Herbst viele Zuckerrübenzüge für die Zuckerfabrik Frauenfeld.
Die Thurtallinie wird oft von Versuchs- und Testzügen benutzt, da sie genügend Kapazität und auch genügend Ausweich- und Abstellgleise hat, die ausserhalb der Zuckerrübensaison problemlos benutzt werden können.

### Historisches
Die beiden McDonald's-EW IV Speisewagen waren auf dieser Strecke sehr häufig anzutreffen, da diese in den damals noch unverpendelten Jurasüdfuss-Schnellzügen verkehrten, die nach Romanshorn durchgebunden waren.
Der IR Konstanz–Zürich wurde anfänglich als RX (RegionalExpress) Zugvogel später Cityvogel bezeichnet. Er hatte den Laufweg Konstanz–Zürich (–Bern–Genf) und verkehrte auf diesem Abschnitt nur von Montag bis Freitag, zuerst drei-, dann sieben- und 2003 achtmal. Das Angebot wurde zum Fahrplanwechsel 1997 unter Beteiligung der Kantone Zürich und Thurgau, der Städte Kreuzlingen und Konstanz sowie des Landkreises Konstanz mit 1,4 Millionen Schweizer Franken gestartet.
Am 12. Dezember 2004 wurde er im Zuge des Bahn-2000-Konzepts durch einen täglichen ICN-Stundentakt ersetzt, die finanzielle Unterstützung durch Kantone, Landkreis und Städte aufgehoben, und nach Biel verlängert, ehe dann per Fahrplanwechsel 2008 die Umstellung auf mit konventionellem Zugsmaterial geführte Interregios erfolgte.
Von 2015 bis 2017 wurde die Thurtallinie von Winterthur bis Weinfelden modernisiert, um die maximale Geschwindigkeit von 125 km/h auf 150 km/h zu erhöhen. Die Reisedauer verkürzte sich um 5 Minuten. Auf eine ursprünglich geplante Begradigung der Strecke wurde aus Kostengründen verzichtet.